# North Miami (Oklahoma)
North Miami – miasto w Stanach Zjednoczonych, w stanie Oklahoma, w hrabstwie Ottawa.